# 泮溪酒家
泮溪酒家是一間位于廣東省广州市西關的傳統酒樓，地處龙津西路、荔湾湖畔，為大型的园林酒家及国家特级酒家、中华餐饮名店。因附近有一条“泮溪”，故此以“泮溪”命名，与北园酒家、南园酒家合称为广州三大园林酒家。

## 历史
店址是南汉时期刘鋹的御花园昌华苑故地，昔日也是荔枝湾水泮。1947年由泮塘人李文倫同李聲鏗父子創辦，兩個人占過半股份，另外有兩個人合股。當時中山大學一個教授就提議起名泮溪，於是就命名為泮溪酒家。初時規模較小，大概有兩百幾個位，是用杉木、松皮搭起的鄉村小酒家，销售的食品主要是以当地特产——泮塘五秀为原料的菜式和点心。
1958年由政府投资扩建，由著名园林建筑专家莫伯治设计，1960年7月复业，占地1.2万平方米。有迎宾楼、万寿宫、碧波厅等40个餐厅及食街、点心座、商场、旅游工艺部。
文革期間，泮溪改名叫友誼飯店。1972年，國家領導人李先念接待尼泊爾首相比斯塔，當時比斯塔點名要去泮溪，顧及名字不妥，酒家就此恢復原本招牌，而當時大多數餐飲店仍未脫離此狀。
1990年代后期，经营逐渐走下坡。2005年8月由荔湾区政府接管，11月24日发布招商公告，但未能成事。 2006年8月，香港四洲集团以3800万元夺得泮溪酒家99％产权，当年12月停业重新装修。2008年2月3日重新开业，改行高档路线。
1996年被授于“中华老字号”；1997年被评定为“国家级特级酒家”；1998年被誉为“广州市著名商标”。2005年6月被公布为广州市登记保护文物单位。酒家内贵宾楼在2015年8月19日被公布为广州市文物保护单位。
2023年11月，中华人民共和国商务部公布《中华老字号复核结果汇总表》，泮溪酒家被列入“附条件通过”名单中，即6个月内需要整改完毕，否则将被移出老字号名单。其商标持有人广州老字号公司表示，被整改不是因为经营不善，系因需补充资料。

## 特色
布局是园林酒家，荟萃江南特色及装饰艺术精华，外围粉墙黛瓦与缘檐辉映；内部长廊迂回，楼台层叠，酒舫廊座，泮岛环水。食品集多种菜系、不同风味于一体的美食园。招牌小吃有马蹄糕，虾饺，娥姐粉果等。

## 交通
- 公共汽車：泮塘总站
- 地铁：中山八站